# 陸軍專科學校

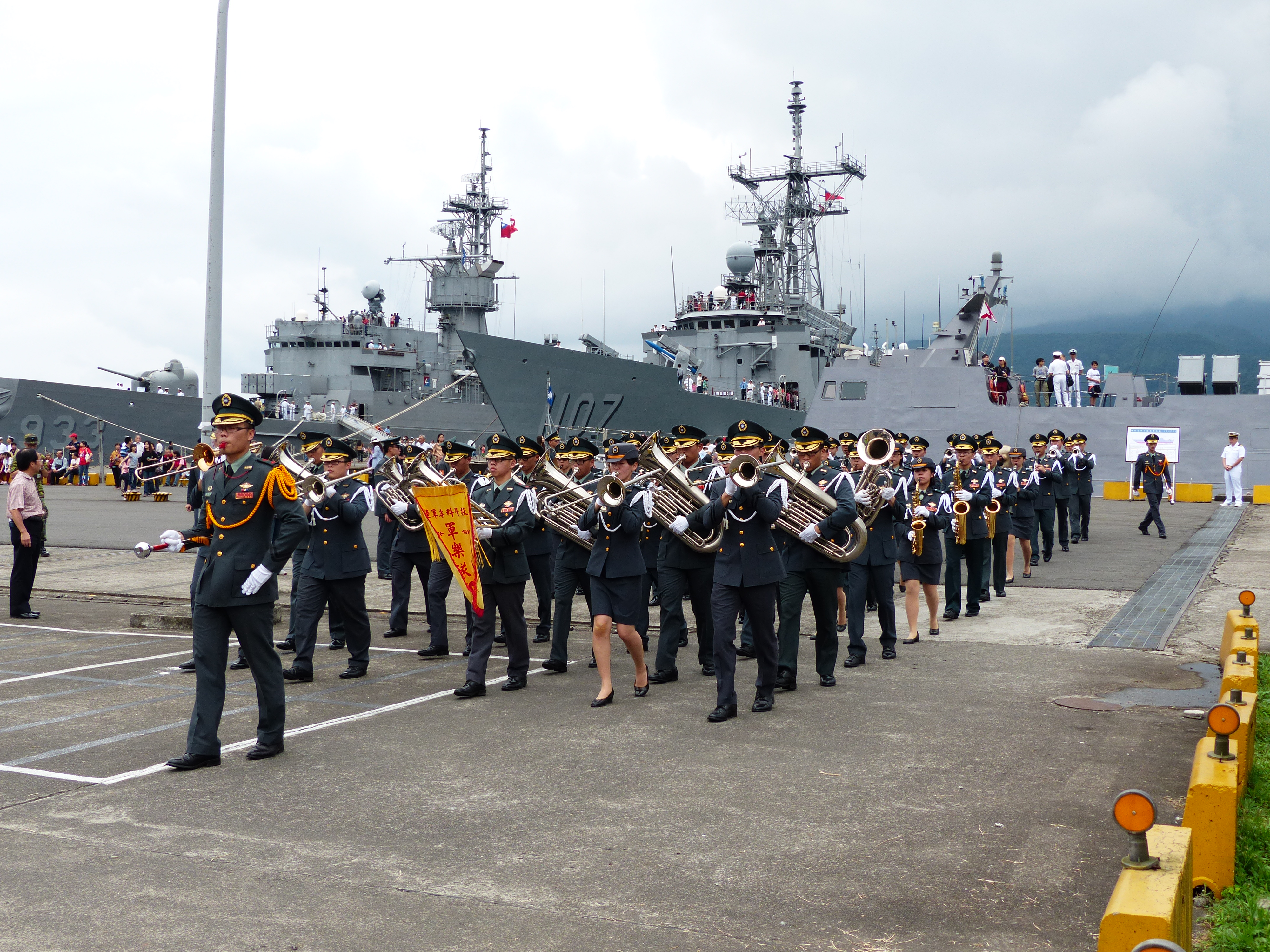
陸專軍樂隊

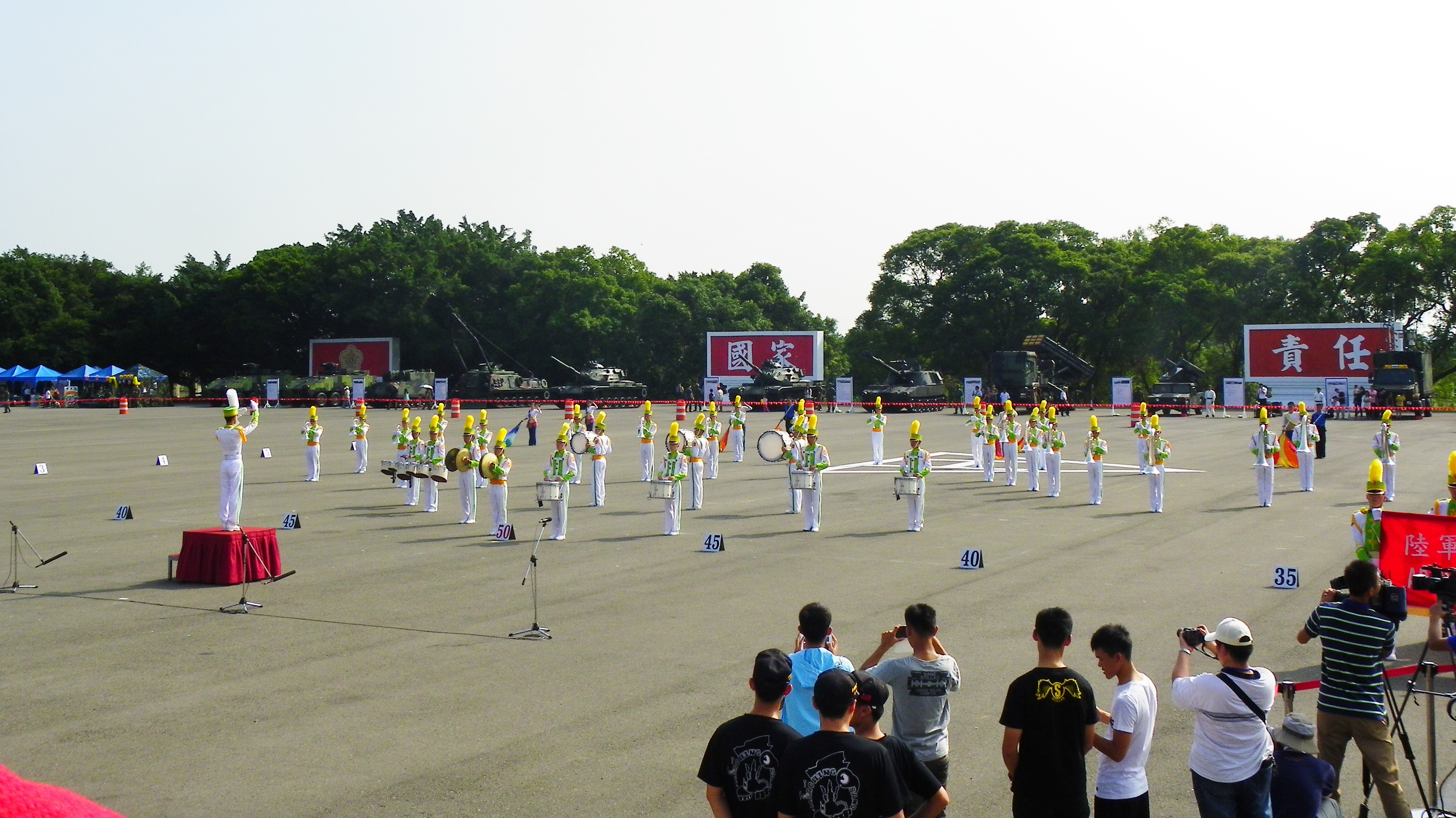
陸專鼓號樂旗隊

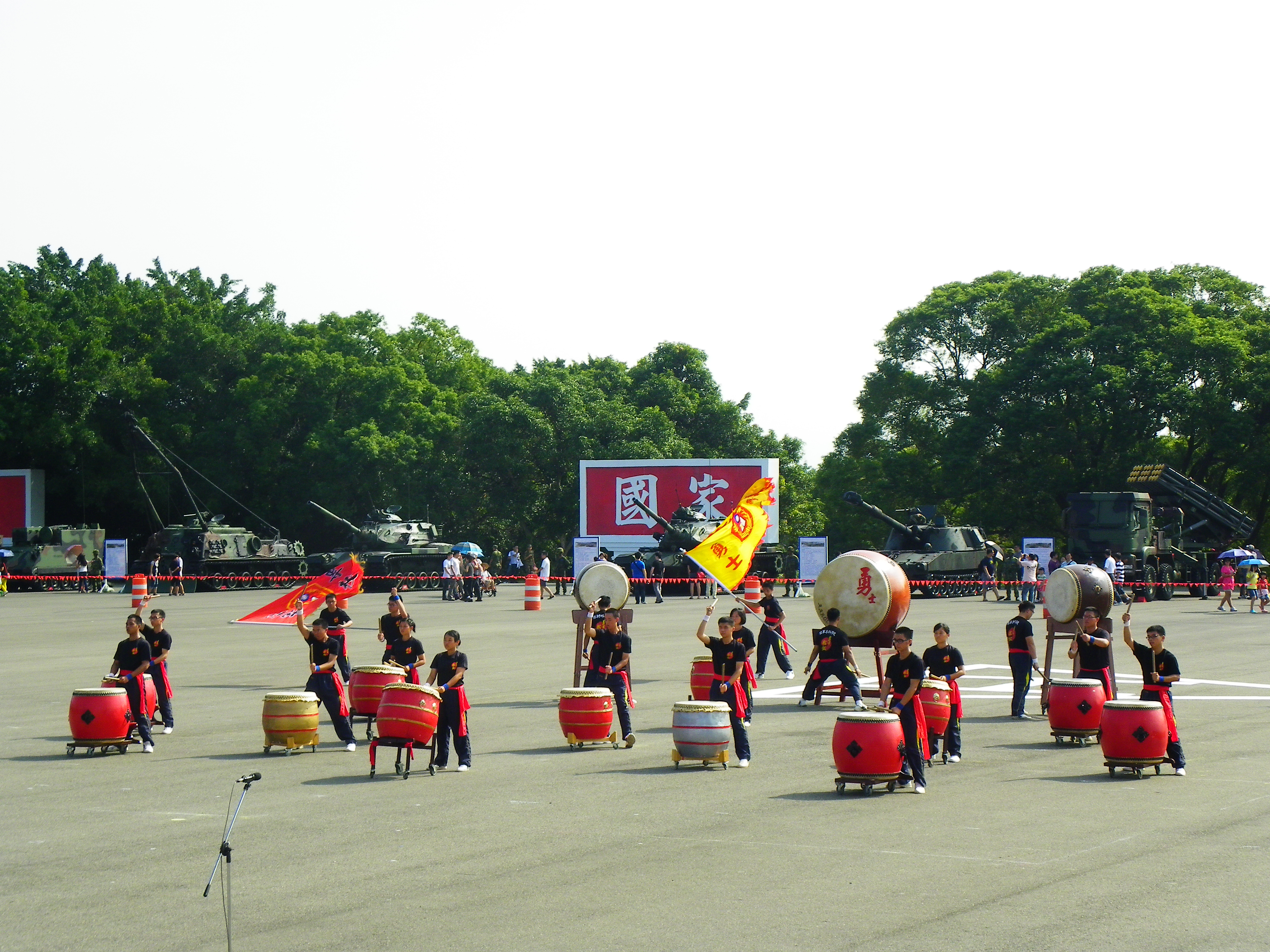
陸專勇士戰鼓隊

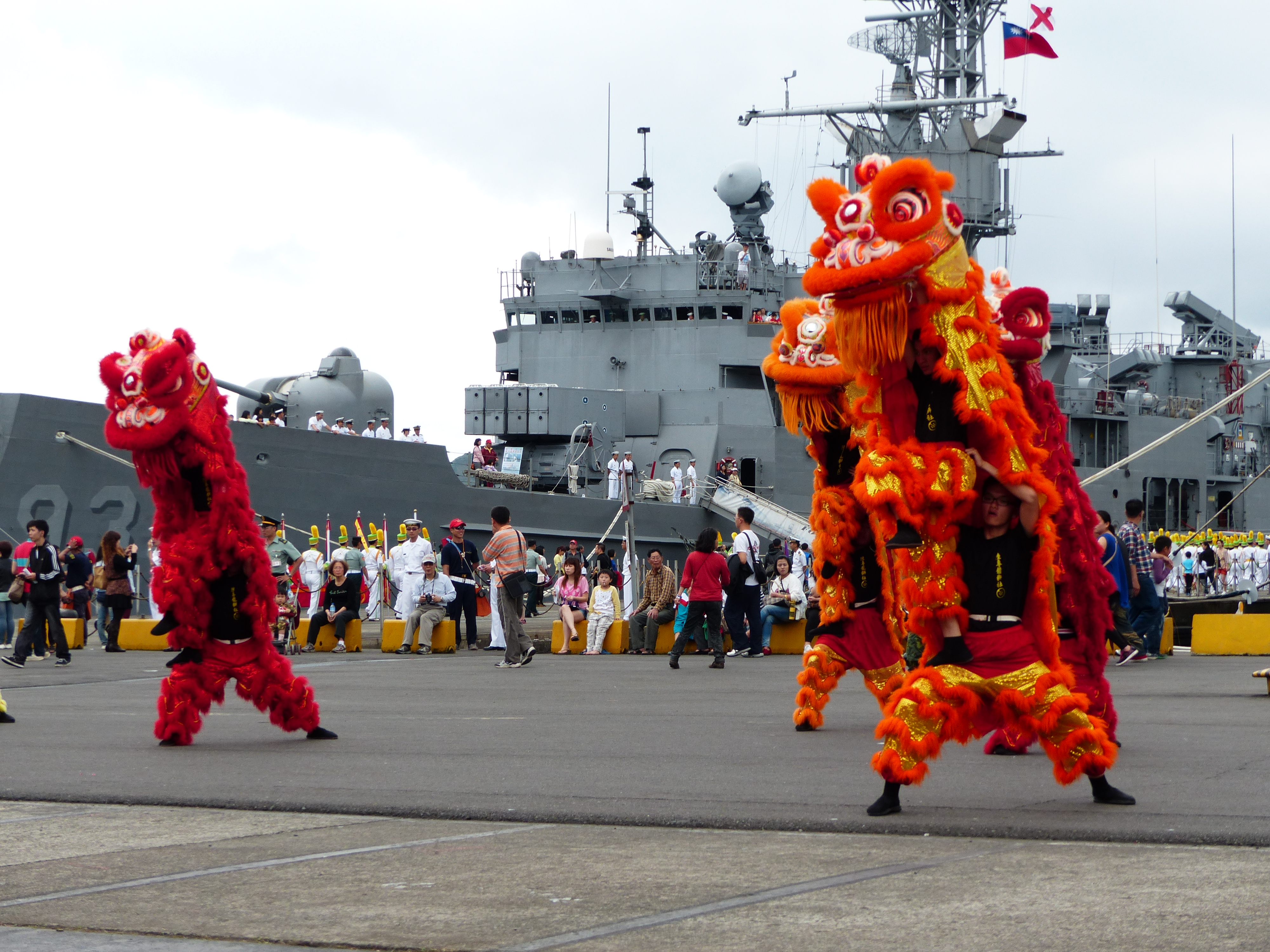
陸專龍獅隊

陸軍專科學校，簡稱陸軍專校、陸專，是訓練中華民國國軍士官幹部的軍事學校。位於臺灣桃園市中壢區龍岡地區的軍事學校，民國46年（1957年）建校，早期招收對象為陸軍在營資深士兵，實施短期受訓班隊，授以士官教育以取得晉陞士官的資格。民國54年（1965年）1月11日起常備士官班第一期開訓，招募國中畢業青年，並施以兩年高中教育，近年開始對外招收社會青年、高中／高職生畢業生，並且持續招收在營士官入學，目標是提升中華民國陸軍士官幹部的學習能力與學歷。陸軍專科學校同時亦是各軍種單位委託受訓或專長訓練的軍事學校，該校不僅只協助中華民國陸軍一個軍種受訓與教學，同時協助了海軍陸戰隊、聯勤、憲兵、後備、飛彈指揮部等軍種或單位輔助在校學生修習學業，學生畢業後便回到各自所屬軍種服務。近年更增加政戰局、空軍防空部、電展室、資通電軍等軍種單位協助輔導修業。修業年限為二年。

## 校史
- 1957年，分別在桃園霄里成立「陸軍第一士官學校」及高雄鳳山成立「陸軍第二士官學校」。
- 1965年，復在金門成立「陸軍第三士官學校」。
- 1974年，為精簡士官教育及厚植官校學生基礎，乃將原第二士官學校裁撤（改成立為陸軍預備學校，翌年改制為中正國防幹部預備學校），並將金門第三士官學校改名為第二士官學校。
- 1986年，納編福建省金門縣「陸軍第二士官學校」，改名為「陸軍士官學校」。
- 1998年，改制為陸軍綜合高中。
- 2000年，改名為「國立陸軍高級中學」，為三年制綜合高中，並分設八個學程。
- 2005年，升格為「陸軍專科學校」，為二年制專科學校。

## 校訓
- 親愛精誠：原本是黃埔軍校校長蔣中正所擬定的校訓，至今已延用至中華民國陸、海、空軍以及各軍事院校的校訓或精神指標中，同時也是陸軍專科學校的共同校訓之一。

親愛精誠依據蔣中正的闡述，意義是造就「頂天立地」「繼往開來」，「堂堂正正」的革命軍人。而蔣中正於民國十四年元旦對黃埔軍校學生訓話中更闡釋了：「『親愛』是要所有的革命同志能『相親相愛』，官校的宗旨『精』是『精益求精』，『誠』是『誠心誠意』。

## 歷任校長
| 任次   | 姓名       | 任期時間                       | 備註                   |
| ------ | ---------- | ------------------------------ | ---------------------- |
| 第1任  | 郭修甲上校 | 1957年2月1日－1958年3月15日    |                        |
| 第2任  | 陳應照少將 | 1958年3月16日－1959年2月28日   |                        |
| 第3任  | 蕭宏毅少將 | 1959年3月1日－1961年8月31日    |                        |
| 第4任  | 江學海少將 | 1961年9月1日－1963年1月14日    |                        |
| 第5任  | 孟逑美少將 | 1963年1月15日－1965年3月10日   |                        |
| 第6任  | 葛先樸少將 | 1965年3月11日－1966年8月31日   |                        |
| 第7任  | 常持琇少將 | 1966年9月1日－1969年6月20日    |                        |
| 第8任  | 杜文芳少將 | 1969年6月21日－1970年3月31日   |                        |
| 第9任  | 李 健少將  | 1970年4月1日－1973年5月15日    |                        |
| 第10任 | 項世英少將 | 1973年5月16日－1975年5月15日   |                        |
| 第11任 | 趙濟世少將 | 1975年5月16日－1977年5月15日   |                        |
| 第12任 | 吳招有少將 | 1977年5月16日－1979年7月15日   |                        |
| 第13任 | 張德廷少將 | 1979年7月16日－1982年10月31日  |                        |
| 第14任 | 姚光宇少將 | 1982年11月1日－1984年10月15日  |                        |
| 第15任 | 楊德輝少將 | 1984年10月16日－1988年12月31日 |                        |
| 第16任 | 劉寧善少將 | 1989年1月1日－1990年2月15日    |                        |
| 第17任 | 江中柱少將 | 1990年2月16日－1991年8月31日   |                        |
| 第18任 | 張鑄勳少將 | 1991年9月1日－1993年9月30日    |                        |
| 第19任 | 劉艾迪少將 | 1993年10月1日－1995年12月31日  |                        |
| 第20任 | 劉北陵少將 | 1996年1月1日－1997年8月31日    |                        |
| 第21任 | 吳達澎少將 | 1997年9月1日－2000年7月31日    |                        |
| 第22任 | 黃奕炳少將 | 2000年8月1日－2002年2月28日    |                        |
| 第23任 | 郭亨政少將 | 2002年3月1日－2003年7月1日     |                        |
| 第24任 | 陳敬忠少將 | 2003年7月1日－2004年12月31日   |                        |
| 第25任 | 張志範少將 | 2005年1月1日－2005年11月31日   |                        |
| 第26任 | 戴宏聲少將 | 2005年12月1日－2006年4月30日   |                        |
| 第27任 | 喬元雷少將 | 2006年5月1日－2007年12月31日   |                        |
| 第28任 | 潘家宇少將 | 2008年1月1日－2009年9月30日    |                        |
| 第29任 | 劉必棟少將 | 2009年10月1日－2012年7月31日   |                        |
| 第30任 | 童光復少將 | 2012年8月1日－2013年10月15日   |                        |
| 第31任 | 曹君範少將 | 2013年10月16日－2015年12月31日 |                        |
| 第32任 | 李福華少將 | 2016年1月1日－2017年9月30日    |                        |
| 代理   | 李志萍上校 | 2017年10月1日－2017年11月9日   | 教育長代理             |
| 第33任 | 石文龍少將 | 2017年11月10日－2019年12月15日 |                        |
| 第34任 | 周國健少將 | 2019年12月16日－2023年6月30日  |                        |
| 第35任 | 吳松齡少將 | 2023年7月1日－2025年2月16日    | 轉任陸軍司令部副參謀長 |
| 第36任 | 盧士承少將 | 2025年2月16日－現任            |                        |

## 教學單位
| 教學單位 | 通識中心（共同科） | 電子工程科           |
| 教學單位 | 機械工程科         | 飛機工程科           |
| 教學單位 | 電腦與通訊工程科   | 車輛工程科           |
| 教學單位 | 動力機械工程科     | 保健營養暨化學工程科 |
| 教學單位 | 土木工程科         | 應用外語科           |
| 教學單位 | 運動科學科         |                      |

## 外部連結
- 中華民國陸軍專科學校 （页面存档备份，存于）